# Комплекс з переносом заряду
Комплекс з переносом заряду — пара молекул, в яких електронний заряд частково від однієї з них переходить до іншої, забезпечуючи стабільність утворення завдяки кулонівському притяганню.  Комплекси з переносом заряду можуть також утворюватися між частинами однієї великої молекули. Ту з молекул, що віддає електрон називають донором електрона, іншу — акцептором електрона. При утворенні комплексу з переносом заряду справжнього хімічного зв'язку не виникає, енергія зв'язку комплекса набагато менша характерного значення енергій ковалентних зв'язків.
Комплекси з переносом заряду часто поглинають видиме світло, надаючи відповідним речовинам забарвлення і утворюючи відповідні смуги поглинання, які називають CT-смугами (від англ. charge-transfer — перенос заряду). 
Комплекси з переносом заряду можуть бути як неорганічними, так і органічними або металоорганічними. 